# Maison de la Radio de Saint-Pétersbourg
Pour les articles homonymes, voir Maison de la Radio.
La Maison de la Radio (en russe, Дом Радио) est un monument architectural de Saint-Pétersbourg, sur la rue Italianskaïa.

## L'histoire du bâtiment
Le bâtiment au coin de Malaïa Sadovaïa et de la rue Italienne a été construit en 1912-1914 dans le style néo-classique de Saint-Pétersbourg par les architectes frères Kossiakov - Vassili, Vladimir et Georges.
Pendant la Première Guerre mondiale, depuis le 6 décembre 1914, l'hôpital du détachement de la Croix-Rouge japonaise est situé dans le bâtiment. En décembre 1915, une église orthodoxe temporaire a été construite au deuxième étage du bâtiment. Après le départ des Japonais, l'hôpital devient russe et se situe à cette adresse jusqu'en 1917.
En 1918, le bâtiment abrite l'organisation "Culture prolétarienne". En 1924, le cinéma Colossus a été ouvert dans le bâtiment. En 1933 le Leningradsky Proletkult et le cinéma quittent la maison de l'ancienne Noble Assemblée, et la radio de Leningrad s'installe dans ses murs ; elle se trouve toujours ici à ce jour  .

### Radio pendant Leningrad assiégé
La radio de Léningrad n'a pas interrompu ses émissions lors du Siège de Léningrad. Pour les habitants, la radio était la seule source d'information capable de soutenir les gens. La radio a nié la propagande fasciste et a parlé des succès sur les lignes défensives de Leningrad. Comme l'a dit Olga Bergholtz : « Nulle part la radio n'a eu autant d'importance que dans notre ville pendant les jours de guerre ». Outre Olga Bergholtz, Vsevolod Vichnevski, Nikolaï Tikhonov, Dmitri Chostakovitch, Maria Ioudina, Maria Petrova, les journalistes Moiseï Blumberg, Lazar Magratchev, Matveï Frolov et d'autres se sont produits aux micros de la radio de Léningrad pendant la Seconde Guerre mondiale.
Des journalistes de Leningrad Radio se sont rendus au front pour enregistrer des reportages.
Le 9 août 1942, la septième symphonie de Dmitri Chostakovitch a été créée et la radio de Leningrad a diffusé le concert depuis la grande salle de l'Orchestre philharmonique de Leningrad.

### De nos jours
Le bâtiment abrite la radio Petersburg et un studio d'enregistrement, le Musée de la Maison de la Radio. Un certain nombre de locaux ont été loués comme lieux de répétition par des groupes musicaux de la ville. Le bâtiment a accueilli l'Orchestre symphonique du gouverneur de Saint-Pétersbourg, l'Orchestre du théâtre Mikhailovsky, l'Orchestre symphonique académique d'État de Saint-Pétersbourg (Orchestre symphonique académique d'État de Saint-Pétersbourg) sous la direction d'Alexander Titov, le Chœur d'enfants de la télévision et de la radio de Saint-Pétersbourg, et le théâtre musical pour enfants Marina Landa.
Depuis juin 2019, la Maison de la Radio est le siège officiel de l'orchestre, du chœur et du laboratoire de création MusicAeterna sous la direction du chef d'orchestre Teodor Currentzis.
|                                              |                                              |                                        |                                                          |                                                              |
| Maison de la Radio, un fragment de la façade | Maison de la Radio, un fragment de la façade | Maison de la Radio, panneau à l'entrée | Plaque commémorative sur le mur de la Maison de la Radio | Mémorial à Olga Bergholz à l'entrée de la Maison de la Radio |